# شرکت آلومینیوم مصر
شرکت آلومینیوم مصر (انگلیسی: Egyptalum) شرکت آلومینیوم مصری است، که در سال ۱۹۷۲ تأسیس شد.